# Municipio de Reeder (Kansas)
El municipio de Reeder (en inglés: Reeder Township) es un municipio ubicado en el condado de Anderson en el estado estadounidense de Kansas. En el año 2010 tenía una población de 452 habitantes y una densidad poblacional de 2,41 personas por km².

## Geografía
El municipio de Reeder se encuentra ubicado en las coordenadas 38°19′15″N 95°25′47″O / 38.32083, -95.42972. Según la Oficina del Censo de los Estados Unidos, el municipio tiene una superficie total de 187.8 km², de la cual 186,55 km² corresponden a tierra firme y (0,66 %) 1,25 km² es agua.

## Demografía
Según el censo de 2010, había 452 personas residiendo en el municipio de Reeder. La densidad de población era de 2,41 hab./km². De los 452 habitantes, el municipio de Reeder estaba compuesto por el 98,67 % blancos, el 0,44 % eran amerindios y el 0,88 % eran de una mezcla de razas. Del total de la población el 1,11 % eran hispanos o latinos de cualquier raza.